# Coucous Bouzon
Coucous Bouzon est un album de bande dessinée d'Anouk Ricard.

## Synopsis
Embauché au service marketing chez Bouzon, spécialiste vieillot du coucou suisse, le canard bleu Richard découvre après un entretien d'embauche surréaliste auprès d'un patron foldingue, une vie ordinaire d’entreprise aux aspects pourtant très singuliers.
Réunions sans objet, secrétaire grenouille nymphomane, rapports interpersonnels faussés, personnages névrosés et surtout une série d'événements improbables autour de la disparition inexpliquée du prédécesseur de Richard, le lion Guy. Émission de téléréalité, stage d'intégration en pleine nature sont au programme...
Le récit est caractérisé par le mélange d'un dessin naïf et d'une histoire pour adultes.
« Humour absurde et situations loufoques font de ce thriller psychologique une satire drolatique du monde de l'entreprise. »

## Prix et récompenses
- Sélection officielle du Festival d'Angoulême 2012
- Meilleur livre d'humour du 2e dBD Awards[2]
- Prix BD 2012 des lecteurs de Libération[3]
- Prix de la meilleure bande dessinée francophone du Festival d'Angoulême : le choix polonais 2012[4]

## Commentaires
- Le contexte d'une entreprise semblant peu productive en raison d'employés au caractère absurde, et d'autant plus le fait que leur patron soit une caricature du principe de Peter, rappellent certaines dynamiques comiques de la série The Office, adaptée dans plusieurs langues.